# Westminster Millennium Pier

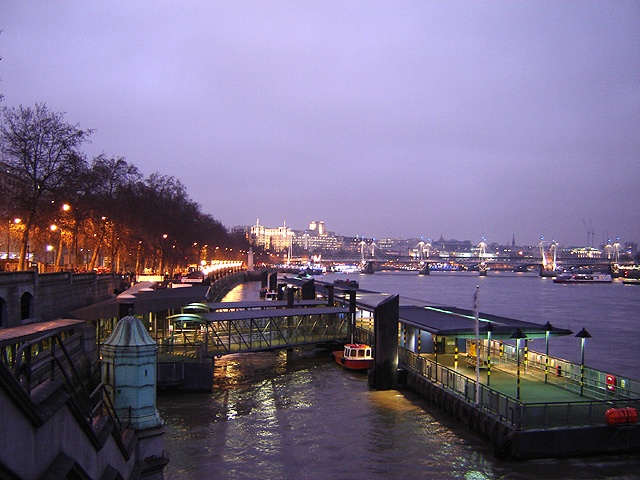
Westminster Millennium Pier

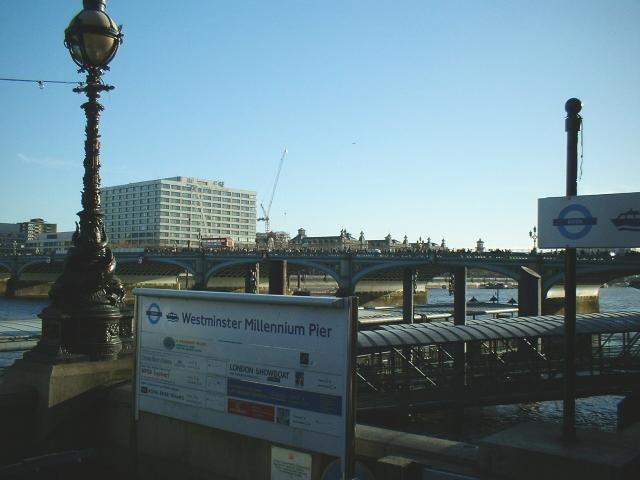
wejście na Westminster Millennium Pier

Westminster Millennium Pier – przystań na Tamizie znajdująca się w City of Westminster w Londynie (Wielka Brytania). Obsługiwana jest przez London River Services. Znajduje się tuż obok Westminster Bridge, w pobliżu jednej z najsłynniejszych atrakcji Londynu - Big Bena.
Budowa przystani została z finansowana z funduszy Millennium Commission, jako część projektu Thames 2000. Westminster Millennium Pier był jednym z pięciu nowych pirsów otwartych w 2000 roku na Tamizie. 

## Połączenia
London Underground
- Westminster (Circle, District i Jubilee Line)
- Waterloo (Bakerloo, Jubilee i Northern Line)

National Rail
- Waterloo Station

London River Services
- London Eye Pier

London Buses
- autobusy zatrzymujące się na pobliskim Westminster Bridge.